# Hugues de Châtillon-Dampierre

Wappen, das Hugues de Châtillon beim Lehnseid Bourbons beim französischen König Karl V. auf seinem Tappert führte

Wappen der späteren Herren von Dampierre aus dem Haus Châtillon

Hugues de Châtillon, Seigneur de Dampierre (auch Hue de Chasteillon und Hugues de Châtillon-Porcien, dit de Dampierre, * um 1340; † zwischen 1382 und 1389) war ein französischer Adliger aus dem Haus Châtillon und Offizier im Hundertjährigen Krieg.

## Leben
Hugues de Châtillon war der dritte Sohn von Jean I. de Châtillon, Seigneur de Dampierre, und dessen Frau Marie de Rollancourt. Er ist somit ein Angehöriger des Hauses Châtillon und stammt aus dem Zweig Châtillon-Porcien. Über seine Großmutter väterlicherseits, Marguerite de Dampierre, ist er auch Erbe des Hauses Dampierre, einer weiteren wichtigen Familie der Champagne.
Sein ältester Bruder Gaucher de Châtillon fiel am 19. September 1356 in der Schlacht von Poitiers, sein Vater starb 1362/63. Im Dezember 1363, als sie sich im Gefolge des Königs in Hesdin aufhielten, teilten Hugues und sein älterer Bruder Jean II. den Besitz der Familie neu auf. Jean II. erhielt Dampierre und Sompuis, Hugues die Besitztümer ihrer Mutter (Rollancourt), obwohl sie noch lebte. Als Jean wohl wenig später ohne Nachkommen starb, wurde Hugues Alleinerbe der Familie.
1362 heiratete er Agnes de Séchelles, Tochter von Mathieu, Seigneur de Séchelles, und Witwe von Jean II. Tyrel, Seigneur de Poix et de Mareuil, Gouverneur der Picardie, und wurde dadurch auch der Vormund ihrer Kinder aus ihrer ersten Ehe. Aus seiner Ehe stammen:

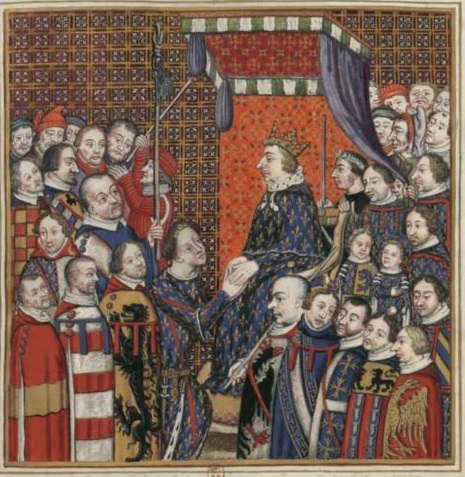
Hugues de Châtillon beim Lehnseid Bourbons bei Karl V., vordere Reihe, 2. von rechts

Hugues de Châtillon zeichnete sich ab 1356 im Hundertjährigen Krieg aus, als er gegen Arnaud de Cervole, genannt „der Erzpriester“, und die Söldner der Grandes Compagnies kämpfte. 1360 eroberte er die Burg Noyelles. Ende 1360 und Anfang 1361 kämpfte er unter dem Connétable Robert de Fiennes. im Languedoc.
Ab 1364 kämpfte Hugues erneut gegen die Engländer, wo er unter Jean de La Rivière bei der Eroberung der Burg Acquigny in der Grafschaft Évreux diente, das einem Teil der Besiegten der Schlacht von Cocherel vom 16. Mai 1364 als Zufluchtsort gedient hatte, bevor er den Kampf nach Südwesten vor Évreux trug. Am 14. Oktober 1364 verlieh ihm der französische König Karl V. die Würde des Maître des Arbalétriers.
Von da an diente er in diesem Amt in zahlreichen Aufträgen. Zunächst wurde er mit sieben Rittern und 23 Knappen in Vernon eingesetzt, um unter Raoul II. de Raineval, Lieutnant des Königs in Mantes und Meulan zu dienen, dann unter Jean III. de Melun, Comte de Tancarville, Lieutnant des Königs in der Champagne, Brie und Orléanais. 1365 kämpfte er in der Picardie. Drei Jahre später bestand seine Truppe bereits aus 16 Rittern und 42 Knappen.
1368 gehörte er zu den Zeugen, die das Abkommen zwischen dem französischen König Karl V. und dem Grafen von Armagnac gegen Edward of Woodstock, der seit dem Vertrag von Brétigny 1360 Fürst von Aquitanien war, unterzeichneten. Im Dezember desselben Jahres hatte er bei der Taufe des Thronfolgers, des späteren Karl VI. die Ehre, eine Kerze zu tragen.
Im folgenden Jahr wurde er vom König in das damals unter englischer Herrschaft stehende Ponthieu geschickt, dessen Hauptstadt Abbeville sich ihm am 29. April 1369 ergab, und er nutzte die Gelegenheit, um den Seneschall der Grafschaft, Nicolas de Louvain, um 10.000 Francs zu erpressen, bevor er die gesamte Grafschaft nach zehn Tagen der königlichen Autorität unterwarf. Er wurde zum Hauptmann der Stadt ernannt und blieb mehrere Monate dort, bevor er am 12. September 1369 zusammen mit Jean III. Tyrel, seinem Stiefsohn und Schwager, in einem Hinterhalt der Engländer unter der Führung von Nicolas de Louvain gefangen genommen wurde. Beide wurden nach Calais und dann nach England gebracht, wo sie auf das hohe Lösegeld warteten, das seine Frau Agnès de Séchelles für sie aufbringen sollte. Um ihr zu helfen, ihren Mann freizukaufen, wird Agnès vom französischen König der englische Ritter Simon de Burley übergeben, der von seinem Kammerherrn Jean III. de Bueil gefangen genommen worden war. Etwa im März 1371 wurde Hugues freigelassen; der König bestätigte ihm sein Amt als Maître des Arbalétriers und steuerte weitere 8.000 Livres zur Bewältigung seines Lösegeldes bei, bevor er ihn zur Grenzsicherung nach Abbeville zurückschickte.
1372 begleitete er den Connétable Bertrand du Guesclin auf dessen Feldzug ins Poitou. 1373 wurde er vom König zum Capitaine général et Souverain der Picardie, des Artois und des Boulonnais ernannt. Im Oktober 1374 wurde er vom König zusammen mit mehreren anderen Herren und Offizieren der Krone dazu bestimmt, während der Minderjährigkeit des Thronfolgers im Rat und in der Regierung des Staates zu sitzen, falls dem König ein Unglück zustoßen sollte.
1377 gelang es ihm nicht, die Festung Ardres zurückzuerobern. 1379 kämpfte er in der Picardie gemeinsam mit Enguerrand VII. de Coucy, als dieser Thomas of Woodstock verfolgte, während dieser die Champagne verwüstete, bevor er sich in Troyes dem Herzog von Burgund anschloss. Im gleichen Jahr wurde er als Maître des Arbalétriers abgesetzt, sein Nachfolger wurde Guichard I. Dauphin.
Im Jahr 1381 unterstützte er den Grafen von Flandern gegen dessen aufständische Untertanen, kämpfte bei der Belagerung von Gent und im Jahr darauf in der Schlacht bei Roosebeke (27. November 1382), für die er nun (nach der Absetzung seines Nachfolgers) die Würde eines Grand Maître des Arbalétriers verliehen bekam.
Das genaue Todesdatum von Hugues de Châtillon-Dampierre ist unbekannt, liegt aber vor dem 18. Juni 1389. Sein ältester Sohn Jacques de Châtillon-Dampierre folgte ihm als Herr von Dampierre.

## Ehe und Nachkommen
Hugues de Châtillon und Agnes de Séchelles bekamen drei Kinder:
- Jacques († 25. Oktober 1415 in der Schlacht von Azincourt), Seigneur de Dampierre, de Sompuis, de Rollanacourt etc., französischer Rat und Kammerherr, Admiral von Frankreich; ⚭ 1392 Jeanne de La Rivière († nach 1439), zu Beauval, Tochter von Bureau de la Rivière und Marguerite d’Anneau
- Jean, genannt Floridas, 1405 bezeugt, Chevalier
- Tochter, ⚭ NN, Seigneur de Granville

Agnes de Séchelles überlebte ihren Ehemann: sie strengte 1390 gegen ihren Sohn Jacques einen Prozess wegen ihres Wittums an.